# Todesfall Sammy Baker
Der Todesfall Sammy Baker ereignete sich am 13. August 2020 in Amsterdam. Der unter dem Pseudonym Sammy Baker (* 11. August 1997; † 13. August 2020; bürgerlich Samuel Seewald) bekannte deutsche Fitness-Influencer und Mental-Health-Coach wurde nach einer vermutlich durch Marihuana induzierten Psychose von der niederländischen Polizei erschossen. Das Vorgehen der Polizei löste in den Niederlanden und in Deutschland Diskussionen aus. Die staatsanwaltliche Untersuchung ergab, dass die Polizisten in Notwehr gehandelt hatten.

## Samuel Seewald

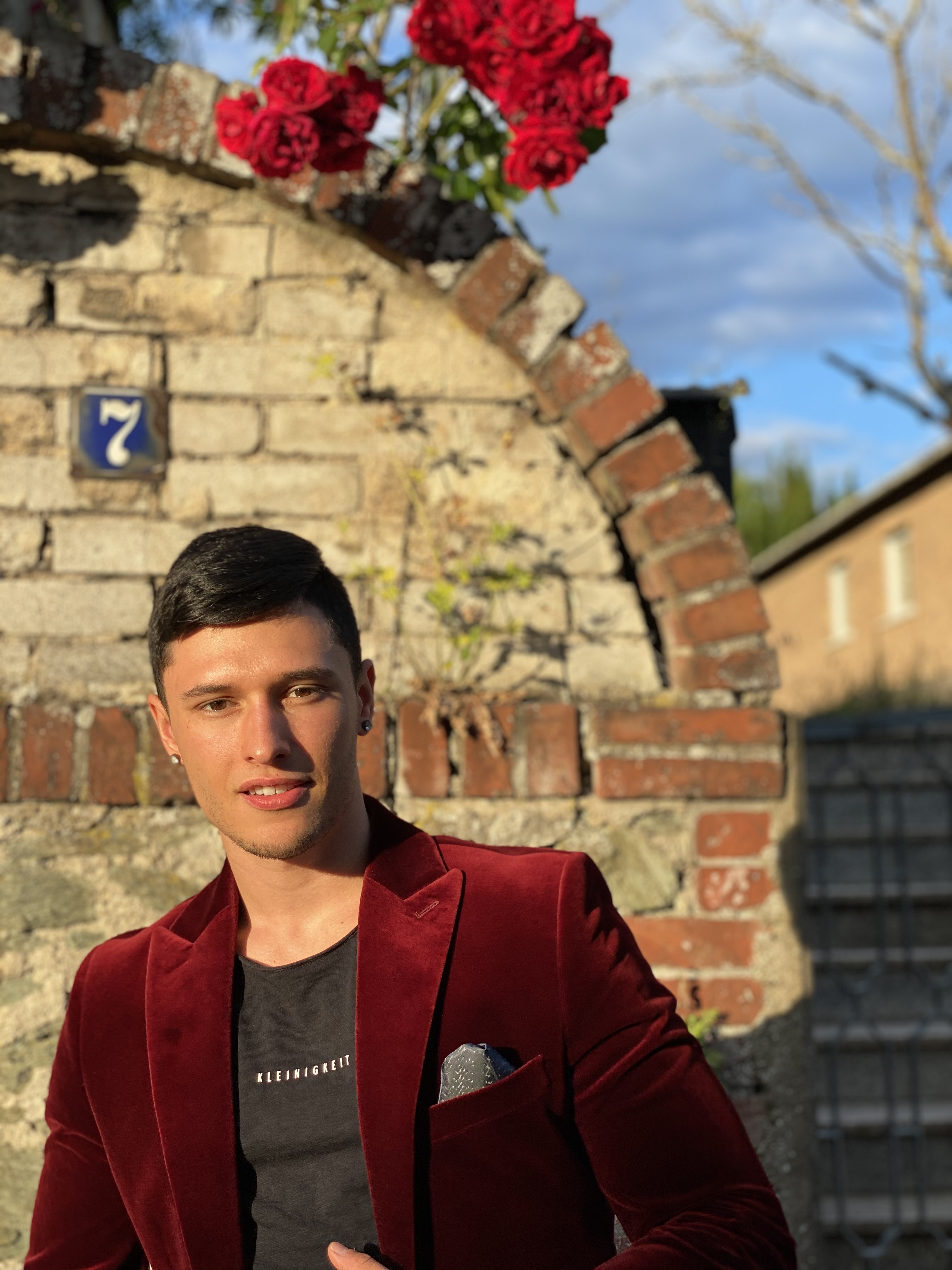
Samuel Seewald im Juni 2020

Seewald wurde in Gießen als Sohn der deutschen Hörspielsprecherin Justine Seewald geboren und wuchs in Wetzlar auf. Er wuchs zweisprachig auf (Deutsch und Englisch), seine Eltern trennten sich, als er noch ein kleiner Junge war. Ab 2012 spielte er Basketball in der Oberliga für den MTV Gießen, gab den Mannschaftssport jedoch 2013 auf. Nach dem Abitur 2016 studierte er in Gießen Sport und Sprachen auf Lehramt, wechselte dann auf Umweltmanagement. Parallel dazu baute er einen Instagramkanal auf, warb für verschiedene Marken und trat 2019 in einer Nebenrolle als Sportler in den Folgen 7 und 8 der zweiten Staffel der deutschen Soap „Meine Klasse – Voll das Leben“ (Sat.1) auf.

## Tod
Samuel Seewald wurde am 13. August 2020 in einem Innenhof der Honselerdijkstraat von der Amsterdamer Polizei erschossen, nachdem ein Polizist ihn mit einem Messer in der Hand in der Gegend des Honselersdijk hatte umherlaufen sehen. Nach Selbstmorddrohungen und der Weigerung, das Messer niederzulegen, kam es zu einem Handgemenge, im Zuge dessen die tödlichen Schüsse fielen.

### Vorereignisse
Seewald fuhr mit Freunden nach Amsterdam, um seinen 23. Geburtstag zu feiern. Seit dem Mittag des 12. August 2020 distanzierte er sich von seinen Freunden und war auch telefonisch kaum erreichbar. Seine Familie meldete ihn bei der Polizei Amsterdam als vermisst und informierte, dass er orientierungslos und verwirrt erscheint sowie ärztlicher Hilfe bedarf. Am 13. August 2020 fuhr seine Mutter in Begleitung nach Amsterdam, um ihn zu suchen. Kurze Zeit später rief Seewald sie hilfesuchend an und gab seinen Standort durch. Sie trafen sich in einer Straße im Stadtteil Amsterdam Nieuw-West. Trotz aller Bemühungen ließ er sich nicht dazu überreden nach Hause zu kommen. Nach derzeitigem Erkenntnisstand wird eine Psychose vermutet, wahrscheinlich durch Cannabis ausgelöst. Seewald und seine Freunde hatten am Abend des 10. August 2020 einen Coffeeshop aufgesucht, Joints und einen Muffin konsumiert. Kurz darauf wies er ein paranoides Verhalten auf. Zum Ereigniszeitpunkt stand er laut dem forensischen Gutachten allerdings nicht unter Bewusstseinsbeeinflussung durch Alkohol, Drogen oder Medikamente. Ein zufällig in der Nähe befindlicher Polizist wurde um Hilfe gebeten. Als dieser Seewald ansprach, rannte er davon.

### Polizeieinsatz und Tötung
Es begann eine Verfolgungsjagd, die in einem Innenhof in der Honselersdijkstraat endete. Innerhalb kurzer Zeit trafen weitere Polizeibeamte zur Verstärkung ein und sperrten die Straße sowie den Hinterhof ab. Was im Hof passierte, ist aus dem Video eines Anwohners zu sehen. Seewald hielt sich ein Schnitzmesser mit einer Klinge von 7 cm an den Hals und bedrohte nur sich selbst. Seine Bewegungen waren langsam. Alle Ansprachen seitens der Polizei ignorierte er. Ein Freund war hinterhergelaufen und bot der Polizei am Zaun zum Hof seine Hilfe an, um mit Seewald zu reden oder die Mutter zu holen. Seewald wurde gefragt, ob er jemanden sprechen möchte, doch er reagierte nicht. Die Hilfe einer vor Ort eingetroffenen psychiatrischen Ambulanz, die darauf spezialisiert ist, Menschen mit verwirrtem Verhalten unter Kontrolle zu bringen, wurde von der Polizei abgelehnt. Er fragte nach einem Arzt, was mehrere Zeugen vor Ort hörten. Die Polizisten lehnten dies ab. Zum Ereignisort gerufene Sanitäter wurden nicht zu ihm gelassen. Als der Zugriff mit einem Polizeihund von hinten misslang, weil der Hund an ihm vorbei lief, wurde Sammy vom Hundeführer von hinten überwältigt und auf den Boden geschlagen. Was am Boden passierte, ist auf dem Video nicht eindeutig zu erkennen. Laut Angaben der Polizei habe er mit dem Messer herumgefuchtelt und dabei einen Polizeibeamten in die Weste getroffen. Laut Ermittlungsbericht wurde jedoch kein Polizist verletzt und keine Schutzweste der Polizisten beschädigt. Seewald wurde von 7–8 Polizisten umzingelt, während zwei von ihnen insgesamt 4 Mal schossen. Drei der Schüsse trafen Seewald in Brust und Bauch und zerstörten u. a. Lunge, Leber und Milz. Er starb auf der Stelle.

## Kritik
Das Verhalten der Amsterdamer Polizei entfachte in den Niederlanden eine Diskussion über Polizeigewalt und den Umgang mit offenkundig hilfsbedürftigen, psychotischen Menschen. Der Amsterdamer Polizeipräsident Frank Paauw hatte bei seinem Amtsantritt 2019 ein schärferes Vorgehen gegen alle Formen aggressiven Verhaltens in der Öffentlichkeit angekündigt. Laut der niederländischen Menschenrechtsorganisation gegen Polizeigewalt Controle Alt Delete (CAD) starb Seewald im Jahr 2020 als zehnter von 16 Menschen durch Polizeigewalt in den Niederlanden – 13 von ihnen waren verwirrt.
Am 18. Juni 2022 rügte der nationale Beschwerdeausschuss der Polizei in seinem Urteil den Amsterdamer Polizeichef Frank Paauw für seine Äußerungen in der Tageszeitung Het Parool vom 15. August 2020, dass „einer der beteiligten Beamten von dem Verdächtigen mit einem Messer in die Weste gestochen worden sei“. Nach der kriminaltechnischen Untersuchung stellte sich heraus, dass die Weste keine Stichverletzungen aufwies. Der Polizeichef habe „in dieser äußerst heiklen Angelegenheit nicht mit ausreichender Sorgfalt gehandelt, indem er beispielsweise Fakten nannte, anstatt Quellen zu zitieren“, urteilte der Ausschuss. Paauw „hätte sich der Wirkung bewusst sein müssen, die solche Tatsachenbehauptungen in den Medien haben können“. Nach Ansicht des Ausschusses war es eine „bewusste Entscheidung“ von Paauw, sich in den Medien zu äußern, und seine Worte waren „zu drastisch“. Nach Ansicht der Eltern beeinflusste der Polizeichef die öffentliche Meinung mit „unwahren Aussagen“, während die Ermittlungen der nationalen Kriminalpolizei noch liefen. Damit hätte er den guten Namen und die Ehre ihres Sohnes beschädigt. Paauw reagierte auch zu spät auf die Klage, die Seewalds Eltern gegen ihn eingereicht hatten.

## Reaktionen
Ein Video der Tötung Seewalds wurde von einem Reporter am Ereignistag auf Twitter veröffentlicht. Sowohl in den Niederlanden als auch in Deutschland erregte das Ereignis großes Aufsehen. Im niederländischen TV diskutierte der dort bekannte Kriminalreporter Peter R. de Vries in RTL Boulevard TV in der Sendung vom 9. Mai 2021 kritisch über den Polizeieinsatz Niederländische Presseartikel erschienen unter anderem in der Zeitung Volkskrant, und RTL Nieuws sowie in Het Parool. In Deutschland berichtete RTL am 10. Mai 2021 in den Sendungen Punkt 12 und Explosiv der Hessische Rundfunk am 12. Mai 2021 in der Sendung Maintower. und die Bild auf ihrem Online-Auftritt und mit zahlreichen weiteren Artikeln. Am 22. August 2020 setzten über 200 Menschen in einem Trauermarsch durch seine Heimatstadt Wetzlar ein Zeichen gegen Polizeigewalt. Es folgte ein weiterer Trauermarsch in Gießen am 6. September 2020 mit über 100 Menschen. Die Familie von Seewald beauftragte den bekannten Rechtsanwalt für Strafrecht Richard Korver mit der Wahrnehmung ihrer Rechte. Korver vertritt auch andere Angehörige möglicher Opfer von Polizeigewalt in den Niederlanden, z. B. die Familie von Mitch Henriquez.
Am 13. August 2021, genau ein Jahr nach der Tat, fand eine Demonstration für die Bewegung „Justice for Sammy“ und gegen Polizeigewalt in Amsterdam statt. Mehrere hundert Menschen marschierten vom Dam-Square in der Innenstadt zur Honselerdijkstraat, mit Zwischenstopp vor dem Hauptquartier der Polizei Amsterdam. Es sprachen Sammys Mutter, eine Vertreterin der Menschenrechtsorganisation „Control Alt Delete“ und ein Vertreter des Stadtparlaments.

## Ermittlungsverfahren
Der Fall wurde durch die der niederländischen Staatsanwaltschaft unterstellte Ermittlungsbehörde Rijksrecherche untersucht. Diese Institution untersucht mögliche Fälle von kriminellem Verhalten innerhalb der Regierung, auch wenn ein Staatsbediensteter einer Straftat wie Betrug oder Bestechung verdächtigt wird. Die Bodycam eines beteiligten Polizisten hatte laut Staatsanwaltschaft eine Fehlfunktion, wodurch weder Bild noch Ton aufgezeichnet wurden. Eine Befragung von Anwohnern fand mit Verweis auf die Zeugenaussage des Reporters sowie der Angaben der Polizisten nicht statt.  Am 17. Mai 2021 entschied die Staatsanwaltschaft, dass die Polizisten in Notwehr gehandelt haben.